# Budberg (Werl)

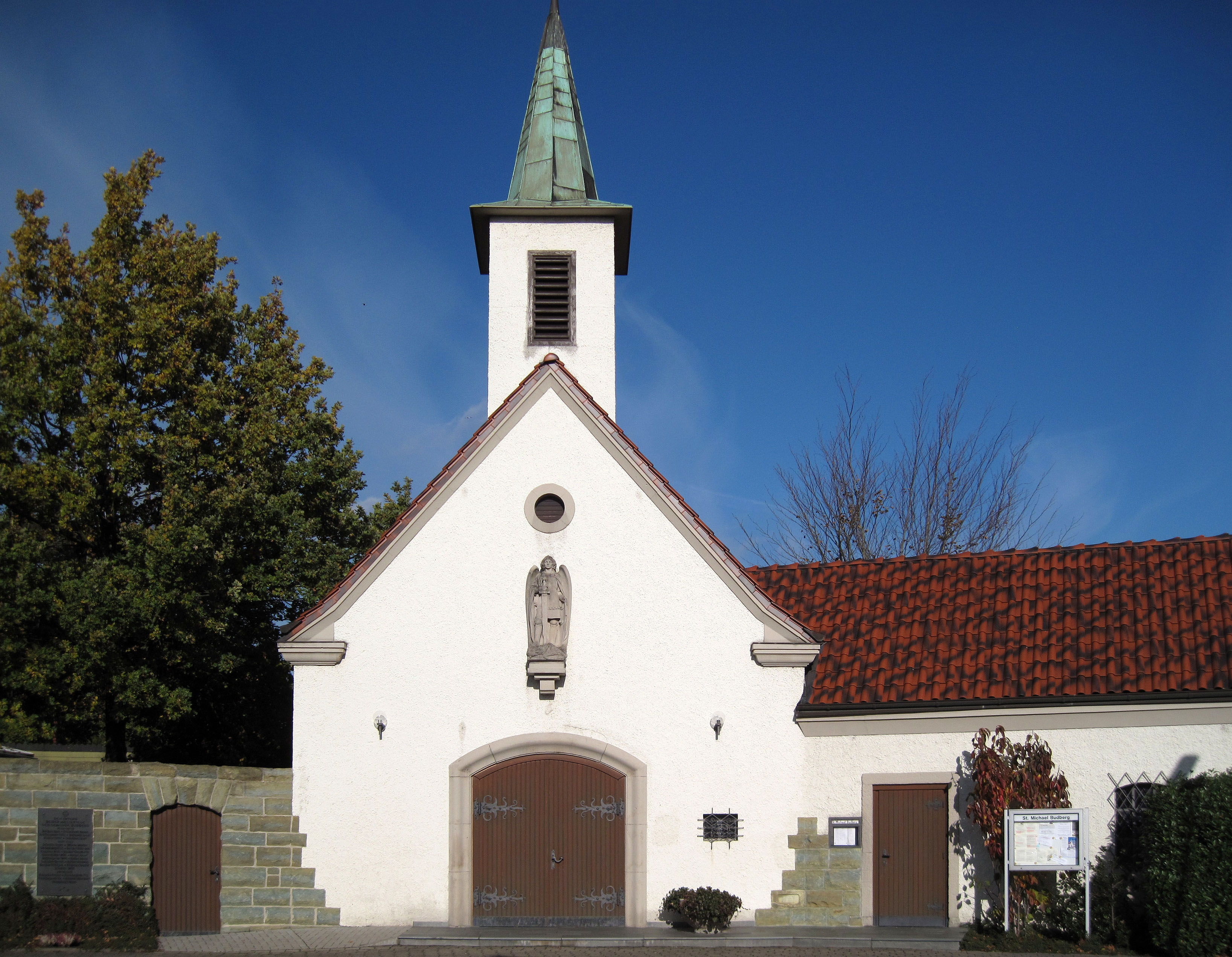
Kapelle St. Michael

Budberg ist ein Ortsteil der Stadt Werl.

## Geschichte
Die ersten Erwähnungen des Ortes finden  sich um 1000 in den Urbaren des Klosters Werden; Hozo, Tiazo, Meinzo und Abbi werden als Abgabepflichtige für einen Herrenhof zu Bodberge erwähnt. In einer Urkunde von 1199 wird der Ort als ecclesia Budberge und 1200 in den Unterlagen eines Klosters an der Ruhr als Herrenhof zu Bodberg (auch Curtis in Botberg) genannt. Mathilde von Altena, die Frau des Grafen Arnold von Altena, besaß hier einen Hof. Die Familie des Ritters Goswin von Budberg wird 1246 nach dem Ort benannt. 1278 wird der Ort als Butberg genannt. Graf Dietrich von Limburg schenkte den Hof Budberg 1284 dem Kloster Fröndenberg. Ein historisch bedeutendes Gebäude ist das Haus Borg, ortsbildprägend ist auch die Kapelle St. Michael. 1370 nimmt die später vor allem im Baltikum ausgebreitete Familie der Barone von Budberg hier ihren urkundlichen Anfang.
Am 1. Juli 1969 wurde Budberg durch das Soest/Beckum-Gesetz nach Werl eingemeindet.

### Sage
In der alten Sage von der Schlacht am Birkenbaum wird Budberg erwähnt. In einer 1701 in Köln gedruckten Broschüre wurde geschrieben: Am Birkenwäldchen nahe bei Budberg wird dieses schreckliche Treffen beginnen … (Friedrich zur Bonsen: Die Schlacht am Birkenbaum, 1940).
Nach anderen Quellen soll sie im Jahre 1545 stattgefunden haben (Himmelserscheinung?).

## Wappen
| Wappen von Budberg | Blasonierung: „Im rot-silbern gespaltenen Schild, vorn pfahlweise eine fünfgliedrige goldene Kette, hinten ein gestürzter linksgewendeter schwarzer Schlüssel.“ |
| Wappen von Budberg | Das Wappen wurde von Michael Jolk aus Werl gestaltet und am 23. Oktober 2017 unter der Registratur 55 NW in die Deutsche Ortswappenrolle des HEROLD eingetragen und dokumentiert. Gestiftet wurde es vom Ortsvorstand des Stadtteiles Werl-Budberg, um es als Symbol der örtlich-lokalen Identität außerhalb von Amtshandlungen zu führen. |